# Integrale Membranproteine
Integrale Membranproteine sind Membranproteine, die zum Teil in eine Membran eingebettet sind oder diese ganz durchdringen. Es wird dabei zwischen Transmembranproteinen und monotopen Membranproteinen unterschieden. Integrale Membranproteine wechselwirken mit der hydrophoben inneren Schicht einer Membran im Gegensatz zu peripheren Membranproteinen.

## Transmembranproteine
Transmembranproteine sind Membranproteine, die beide Blätter der Phospholipiddoppelschicht einer Biomembran durchqueren. Dabei wird unterschieden zwischen den bitopen Transmembranproteinen, die die Membran nur einmal durchqueren, und den polytopen Transmembranproteinen, die die Membran mehrfach durchqueren.

## Monotope Membranproteine
Monotope Membranproteine durchqueren im Gegensatz zu den Transmembranproteinen die Doppellipidschicht nicht komplett, sondern nur eine Hälfte davon.

## Wechselwirkungen
Integrale Membranproteine sind amphiphil und gehen mit ihrer hydrophoben Domäne Wechselwirkungen mit den hydrophoben Fettsäuren innerhalb der Membran ein. Deshalb können sie nur durch Detergentien aus einer Membran gelöst werden. Detergentien ersetzen dabei die Fettsäuren, wodurch sich Mizellen aus der Detergenz und dem Protein bilden. Sie sind nicht zwangsläufig fest in einer Membran verankert, sondern können auch frei beweglich sein.